# アペックスシール
アペックスシール（英: apex seal）とは、ロータリーエンジンの作動室の気密を保持するガスシールのひとつで、ローターの各頂点に設置されている。ロータリーエンジンの内部では、ローターの頂点とローターハウジングの内壁が接する形でローターが回転している。そのローターの3つの頂点にはめ込む形で取り付けられている部品がアペックスシールである。このアペックスシールにより隣接する作動室との間の気密を保持し、吸気・圧縮・膨張・排気の各機能を発揮する。

## 概要
アペックスシールはロータリーエンジン（ヴァンケルエンジン）における最重要部品のひとつである。その特殊な用途ゆえに一般にはほとんど知られていない。
ロータリーエンジン発明当初の開発初期には、アペックスシールと接するローターハウジング内面に、チャターマークと呼ばれる波状磨耗が短時間の動作で発生し大問題となった。アペックスシールの形状や材質の改善を試行錯誤する中で、チャターマークを生じないアペックスシールが開発されてようやくロータリーエンジンは実用化に道が開けた。
摩耗や破損により気密性能が低下すると圧縮抜けを起こしてしまい本来のエンジン性能が発揮出来なくなってしまう。しかし純正のメタル製はおおよそ10万km前後で破損するなど耐久性が低く、ロータリーエンジンを負荷の高い用途に使用する場合には、社外品のセラミック製や、メーカー純正のカーボン製に交換されることが多い。ただしこれらは、マツダにおいてはレース用部品の扱いであり、公道走行は不可とされている。